# Francisco Lopera
Francisco Lopera Restrepo (Santa Rosa de Osos, 10 de junio de 1951-Medellín, 10 de septiembre de 2024) fue un neurólogo y científico colombiano. Se destacó por realizar investigaciones acerca de la  enfermedad de Alzheimer, diagnosticando los genes que causan la enfermedad de forma temprana y los que pueden prevenir su aparición.

## Biografía
Nació en Santa Rosa de Osos Antioquia, estudió medicina y neurología en la Universidad de Antioquia y se especializó en la misma universidad.
En la carrera de medicina neurológica realizó investigaciones y estudios de la enfermedad de Alzheimer sobre las genética y sus variantes. Descubrió la variante de la mutación paisa caracterizado por la mezcla de neurodegenerativa y demencia, qué publicó en la revista Nature. Incursionó en la docencia en neurología en la Universidad de Antioquia como investigador y miembro de Grupo de Neurociencias de Antioquia, donde fue colaborador y coordinador. 
En 2024 fue galardonado en el Premio Potamkin, que entregan la Academia Americana de Neurología y la Fundación Americana del Cerebro, considerado un Nobel para quienes se han dedicado a las neurociencias. Fue el primer latinoamericano en recibir este galardón desde su creación en 1988. El 10 de septiembre de 2024 fallece en Medellín tras complicarse de metástasis cerebrales de un melanoma, que lo llevó a sufrir un paro cardiorrespiratorio.